# Toxodontidae
Toxodontidae foi uma família de mamíferos ungulados sul-americanos da ordem Notoungulata, com espécie típica o toxodonte (Toxodon platensis). Foi extinta durante o Pleistoceno com a chegada de ungulados que vieram da América do Norte pelo istmo do Panamá, pois estes eram mais especializados e exerceram forte concorrência com esta família.

## Sub-famílias
- Nesodontinae
- Xotodontinae
- Haplodontheriinae
- Toxodontinae, inclui o toxodonte
- Dinotoxodontinae